# The Sex Spirit
The Sex Spirit ist ein US-amerikanischer Erotikfilm von Regisseur Issac Dovidad, der 2009 als Fernsehproduktion für die Senderkette Cinemax gedreht wurde.

## Handlung
Emma erbt von ihrer verstorbenen Großmutter ein Haus, sie richtet dort ein Bed and Breakfast ein und bewirbt es mit dem Geist, der darin haust. Die besondere Fähigkeit des Geistes besteht darin, Übernachtungsgäste in sexuelle Erregung zu versetzen, indem er sie als nebelartiger Lichtschein umschwirrt. Als Gäste quartieren sich die beiden Pärchen Nicole und Luke sowie Kayla und Michale ein, die nun nacheinander von dem Geist in Erregung versetzt werden. Die Gäste wie auch Emma verkehren im weiteren Verlauf in verschiedenen Konstellationen miteinander, der Film endet mit einer Gruppensexszene.

## Hintergrund
Der Film wurde von der auf Erotikfilme spezialisierten Produktionsgesellschaft MRG Entertainment für die Senderkette Cinemax produziert und 2009 auf verschiedenen Sendern und Sendeplätzen ausgestrahlt. Im August 2010 erschien er bei der Vertriebsgesellschaft Mainline Releasing auf DVD.

## Rezeption
In einer Rezension bei The Video Vacuum wird The Sex Spirit beschieden, billig zu wirken. Es wird bemängelt, dass der gesamte Film an nur einem Drehort gedreht wurde und die Darsteller mit Ausnahme von Beverly Lynne desinteressiert wirken. Die Darstellung des Geistes als einziger Spezialeffekt sei trotz des vermutlich schmalen Budgets erbärmlich.